# Comte de Derby

Couronne comtale

Le titre de comte de Derby fut créé la première fois en Angleterre, le 23 août 1138, par le roi Étienne d'Angleterre pour la famille Ferrers. Il est confisqué au 6e comte pour avoir comploté contre Henri III. 
En 1337, ce titre est recréé en faveur d'Henry de Grosmont puis duc de Lancastre, de la maison royale, avant de rattacher à la Couronne lors de l'accession au trône d'Henri IV. 
Créé à nouveau après la bataille de Bosworth en 1485 pour le baron Stanley, plusieurs générations de cette famille lancastrienne sont militaires, diplomates et hommes politiques conservateurs ou libéraux. Au XIXe siècle, le 14e comte de Derby fut Premier ministre britannique à trois reprises, le fils cadet et 16e comte était gouverneur-général du Canada, et ensuite le 17e comte est ambassadeur britannique à Paris.
Les comtes de Derby, siégeant longtemps au Knowsley Hall, possèdent aussi l'ancien château de Greenhalgh dans le West Derby, ainsi que d'autres domaines ailleurs. Certains Stanley étaient suzerains de Man, c’est-à-dire de l'île de Man; à cette seigneurie, ils avaient le droit d'émettre leur propre monnaie, dont les pièces représentent un aigle et un enfant, les armes de la famille noble de Stanley.
Les comtes tiennent les titres subsidiaires de baron Stanley de Bickerstaffe (1832) et de baron Stanley de Preston (1886) dans le comté palatin de Lancaster, donc l'héritier apparent est par courtoisie connu Lord Stanley; ils sont baronnets aussi (cr. 1627).

## Histoire du titre
Le 3e comte Guillaume de Ferrières épousa Sybil de Briouze. Il se joignit à la révolte des fils du roi Henri II en 1173 avant d'être emprisonné à Caen et ses titres confisqués. Il mourut en croisade en 1190 durant le siège de Saint-Jean-d'Acre. Son fils obtint probablement la restauration des titres de son père en 1199, lors de l'accession au trône du roi Jean.

Armes de Ferrières

## Première création (1138)
- 1138-1139 : Robert Ier de Ferrières (vers 1062-1139) ;
- 1139-1160 : Robert II de Ferrières (en) († avant 1160). Fils du précédent ;
- 1160-1173 : Guillaume Ier de Ferrières (en) († 1190). Fils du précédent ;

Titre suspendu pour rébellion.
- v.1199-1247 : Guillaume II de Ferrières (en) († 1247). Fils du précédent ;
- 1247-1254 : Guillaume III de Ferrières (en) († 1254). Fils du précédent ;
- 1254-1266 : Robert III de Ferrières (1239-1279). Fils du précédent.

Titre confisqué pour rébellion en 1266.

Armes de Lancastre

## Deuxième création (1337)
- 1337-1361 : Henri de Grosmont († 1361), comte de Lancastre, de Leicester (1345), et de Lincoln (1349), duc de Lancastre (1351) ;
- 1361-1399 : Jean de Gand (1340-1399), duc de Lancastre, etc. Beau-fils du précédent ;
- 1399 : Henry Bolingbroke (1367-1413), puis Henri IV, roi d'Angleterre depuis 1399. Fils du précédent.

Armes de Stanley

Titre rattaché à la Couronne.

## Troisième création (1485)
- 1er 1485-1504 : Thomas Stanley (1433-1504), lord-grand-connétable d'Angleterre et roi de Man[2] ;
- 2e 1504-1521 : Thomas Stanley (1477-1521), seigneur de Man, baron Stanley. Baron Strange et Mohun (cf. Strange et Mohun) du chef de sa mère Joan Lestrange/Le Strange (épouse de George Stanley, et descendante de Maud de Mohun et John Lestrange/Le Strange, 6e Baron Strange (c. 1350–1397))[3].
- 3e 1521-1572 : Edward Stanley (1509-1572), seigneur de Man ;
- 4e 1572-1593 : Henry Stanley (1531-1593), seigneur de Man;
- 5e 1593-1594 : Ferdinando Stanley (1559-1594), seigneur de Man. À sa mort, le titre de baron Strange est mis en sommeil.
- 6e 1594-1642 : William Stanley (1561-1642) ; seigneur de Man (en 1610) ;
- 7e 1642-1651 : James Stanley (1607-1651), seigneur de Man. Le titre de  baron Strange est recréé à son profit (1628)[4] ;
- 8e 1651-1672 : Charles Stanley (1628-1672), seigneur de Man;
- 9e 1672-1702 : William Stanley (1655-1702),  seigneur de Man ;
- 10e 1702-1736 : James Stanley (1664-1736), seigneur de Man. À sa mort, Man passe au duc d'Atholl , son plus proche cousin en ligne féminine;
- 11e 1736-1776 : Edward Stanley (1689-1776), 5e baronnet de Bickerstaffe (cf. Bickerstaffe). Descendant d'un cadet du deuxième comte (Derby), il hérite du titre comtal comme plus proche parent par les mâles[5] ;
- 12e 1776-1834 : Edward Smith-Stanley (1752-1834), chancelier du duché de Lancastre ;
- 13e 1834-1851 : Edward Smith-Stanley (1775-1851), reçoit également le titre de baron Stanley de Bickerstaffe (1832) ;
- 14e 1851-1869 : Edward Smith-Stanley (1799-1869), premier ministre du Royaume-Uni à trois reprises[6] ;
- 15e 1869-1893 : Edward Stanley (1826-1893), secrétaire d'État dans divers gouvernements ;
- 16e 1893-1908 : Frederick Stanley (1841-1908), gouverneur général du Canada, reçoit également le titre de baron Stanley de Preston (1886) (cf. Preston et Preston) ;
- 17e 1908-1948 : Edward George Villiers Stanley (1865-1948), ambassadeur britannique à Paris ;
- 18e 1948-1994 : Edward John Stanley (1918-1994), connétable du Château de Lancaster ;
- 19e depuis 1994 : Edward Richard William Stanley (en) (né en 1962), 7e baron Stanley de Bickerstaffe et 4e baron Stanley de Preston, 13e baronnet[7] ;
  - Héritier : Edward John Robin Stanley (né en 1998), Lord Stanley.